# Gaspare Bavetta
Gaspare Bavetta (Santa Margherita di Belice, 30 ottobre 1913 – 29 dicembre 1985) è stato un politico italiano.

## Biografia
Laureato in giurisprudenza, è avvocato. Esponente del Partito Comunista Italiano, nel 1963 viene eletto eletto nella IV legislatura alla Camera dei deputati; termina il mandato parlamentare nel 1968. 
Muore all'età di 72 anni nel dicembre 1985. 